# Saturn (Schiffstyp)
Der Typ Saturn ist eine Baureihe von vier Containermotorschiffen der Warnow-Werft, die zwischen 1987 und 1989 in Betrieb genommen wurde.

## Besonderes
Die vier von der Deutschen Seereederei in Betrieb genommenen Schiffe haben Stellplätze für 1164 TEU. Sie sind 174,20 Metern lang und 25,4 Meter breit. Als Antrieb dient ein MAN Zweitakt-Dieselmotor vom Typ K 8 SZ 70/125 B mit 12.166 kW Leistung.
Der Schiffstyp Saturn war nach den Typen Mercur und Mercur II die dritte weiterentwickelte Baureihe von Vollcontainerschiffen von einer DDR-Werft und ist das Ergebnis des Forschungsprojektes Perspektivisches Schiff 2000. Seit 1979 arbeiteten die folgenden acht Partner an einem modernen Frachtschiff: Kombinat Schiffbau, Kombinat Seeverkehr und Hafenwirtschaft, Fischkombinat Rostock, Wilhelm-Pieck-Universität Rostock, Ingenieurhochschule für Seefahrt Warnemünde/Wustrow, Ingenieurhochschule Wismar, DSRK, Seefahrtsamt der DDR. Dieser Schiffstyp entsprach in der Zielsetzung dem bundesdeutschen Schiff der Zukunft (SdZ). Es ist ein Einschrauben-Motorschiff in Doppelhüllenbauweise mit einem Hauptdeck und darunterliegenden seitlichen Decksstreifen, einer langen Back, mit breitem Spiegelheck sowie Bug- und Heckwulst. Die Schiffe waren für die weltweite Fahrt ausgelegt. Bei einem Tiefgang von 9,60 Meter laufen sie 17,5 Knoten. Die Besatzung besteht im Durchschnitt aus 25 Personen. Zusätzlich befindet sich Kabinenplatz für bis zu elf Praktikanten an Bord.

## Die Schiffe
Es wurden vier Schiffe für die Deutsche Seereederei gebaut, wobei die Walter Ulbricht der letzte Neubau war, welcher an die noch volkseigene DSR ausgeliefert wurde.
| Typ-Saturn-Schiffe | Typ-Saturn-Schiffe | Typ-Saturn-Schiffe | Typ-Saturn-Schiffe                               | Typ-Saturn-Schiffe | Typ-Saturn-Schiffe |
| Bauname            | Baunummer          | IMO- Nummer        | Kiellegung Stapellauf Ablieferung                | Umbenennungen und Verbleib |                    |
| ------------------ | ------------------ | ------------------ | ------------------------------------------------ | --- | ------------------ |
| Ernst Thälmann     | 181                | 8607438            | 17. Dezember 1985 20. November 1986 27. Mai 1987 | 1990 Mecklenburg, 1996 Mecklenburg I, 1998 Admirality, 2001 MSC Indonesia, 2002 Budi Waja, 2005 River Mas, ab 20. April 2010 bei Jiangmen Xinhui Shuangshui Shipbreaking Company in Xinhui verschrottet. |                    |
| Wilhelm Pieck      | 182                | 8705424            | - 21. April 1987 September 1987                  | 1990 Brandenburg, 1998 Montral Senator, 2006 Strait Mas, ab 18. Juli 2010 bei Jiangmen Xinhui Shuangshui Shipbreaking Company in Xinhui verschrottet.                                                    |                    |
| Otto Grotewohl     | 183                | 8705436            | - 18. Januar 1988 Juni 1988                      | 1990 Sachsen, 1991 Sea Swift, 1992 Sachsen, 1998 Livorno Senator, 2004 TS Keelung, 2005 Dubai Ambition 2007 Kanivu, 2011 Nivu, ab 24. April 2011 in Alang verschrottet.                                  |                    |
| Walter Ulbricht    | 184                | 8705448            | - 23. Dezember 1988 Mai 1989                     | 1990 Thüringen, 1994 Sea Falcon, 1994 Shanghai Express, 2004 Hyundai Opal, 2007 Sinotrans Kaohsiung, am 31. März 2009 in Chittagong zur Verschrottung gestrandet.                                        |                    |